# Мартонош
Мартоно́ш (серб. Мартонош) — село в Сербії, відноситься до общини Каніжа Північно-Банатського округу автономного краю Воєводина.
Село розташоване на правому березі річки Тиса, на північ від містечка Каніжа, за 3,5 км від угорського кордону.

## Населення
Населення села становить 2 183 особи (2002, перепис), з них:
- угорці — 86,9 %
- серби — 7,1 %
- цигани — 3,9 %,

живуть також албанці, хорвати, югослави, бунєвці, словаки, німці, чорногорці, словенці та македонці.

## Галерея

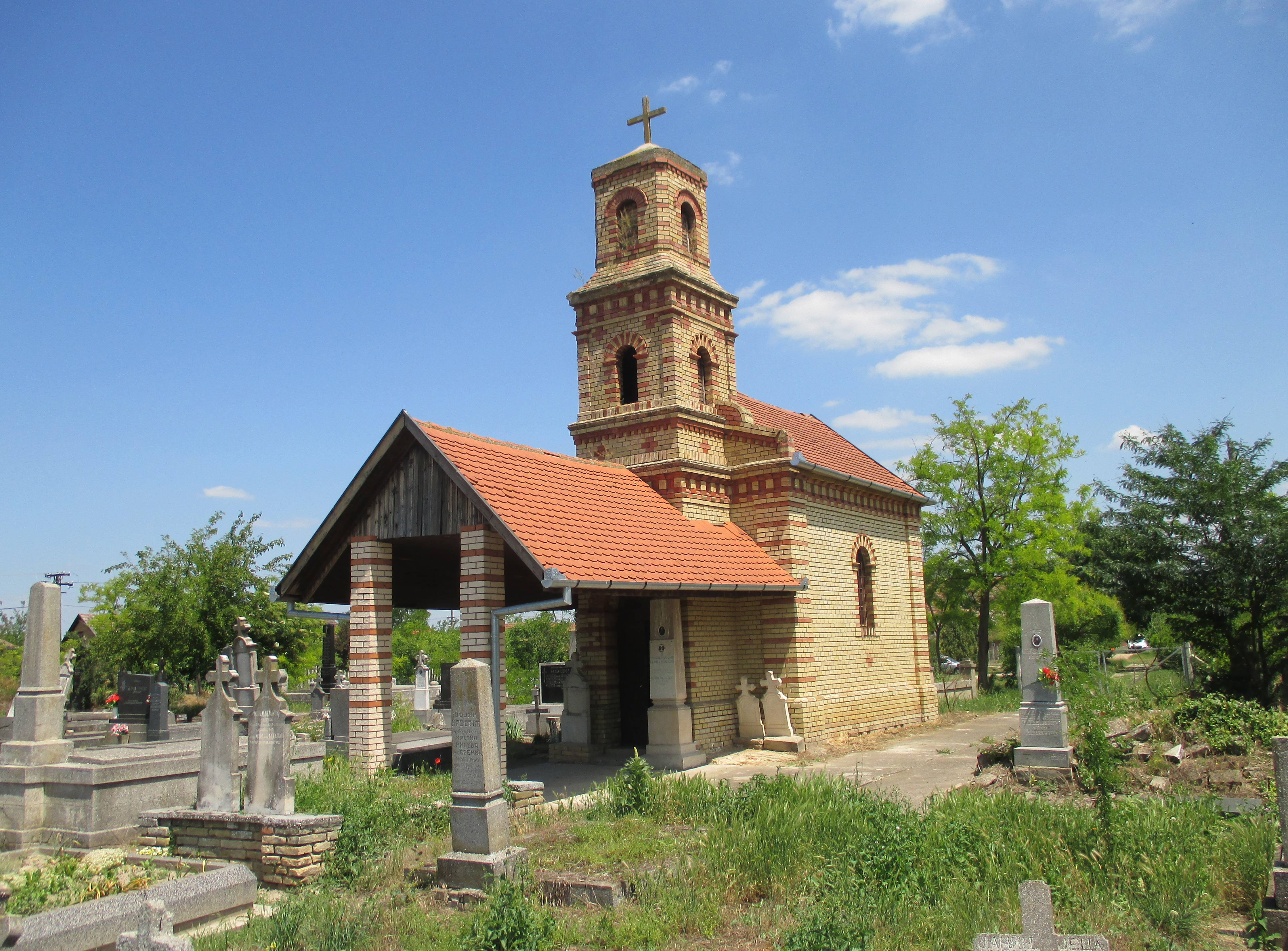
Каплиця на православному цвинтарі
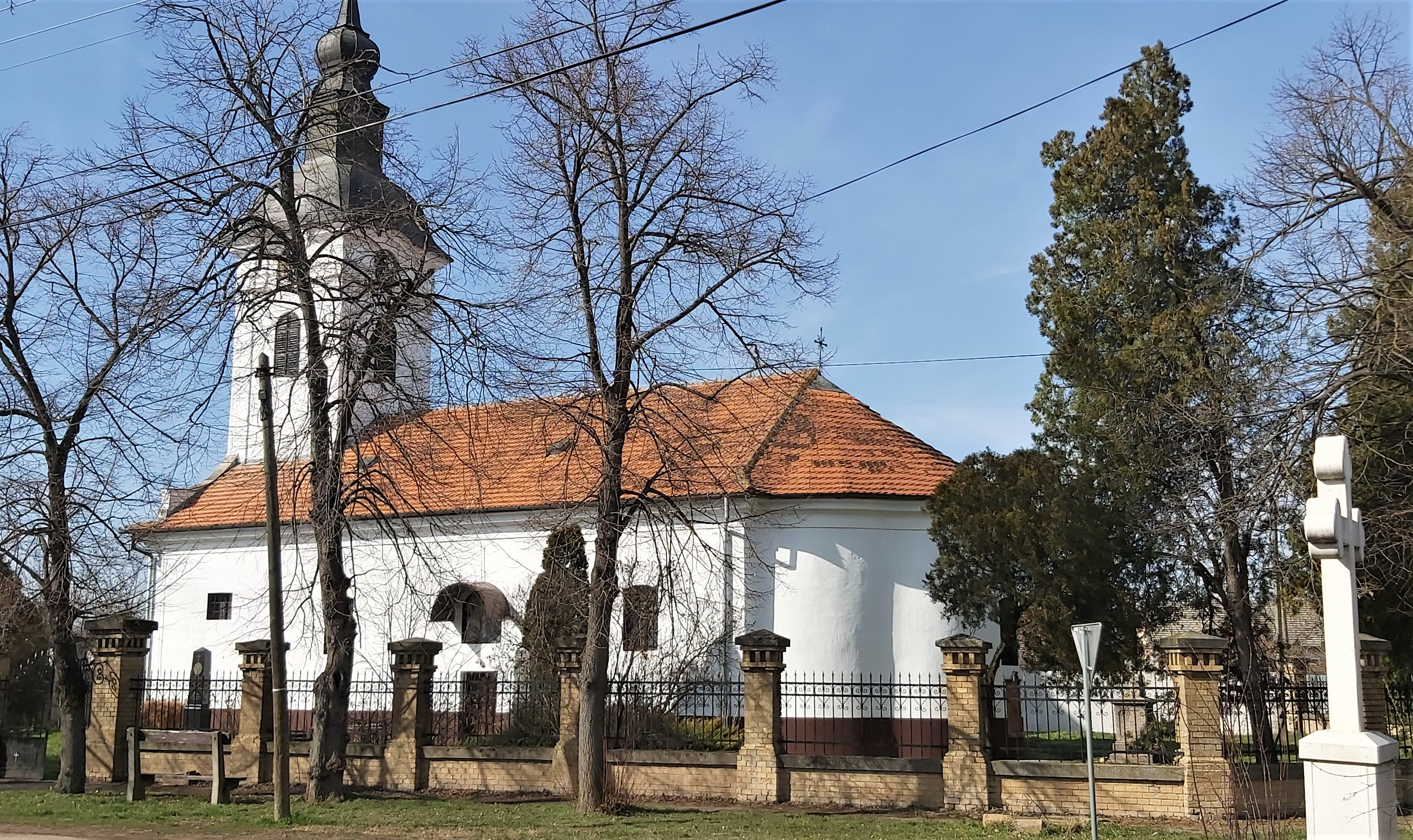
Сербська православна церква Перенесення мощей святого Миколая
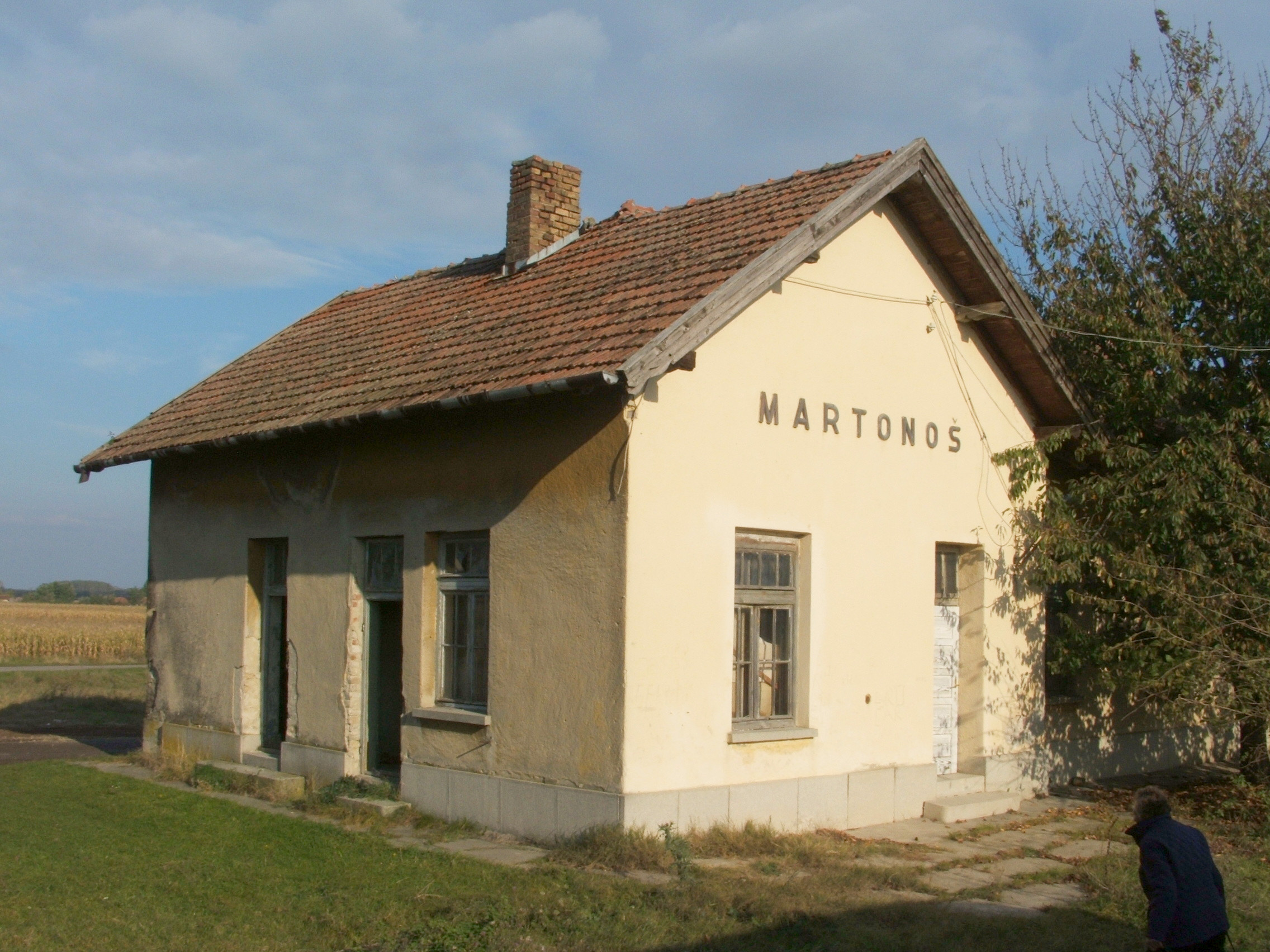
Залізничний зупинковий пункт